# Linie následnictví brazilského trůnu
Brazilské císařství bylo zrušeno v roce 1889, tudíž jsou současní následníci brazilského trůnu pretendenti. Současnou hlavou brazilské císařské rodiny a dynastie Orleánsko-braganzské je Jeho císařská výsost Bertrand Orleánsko-Braganzský. Ludvík Gaston je pravnukem korunní princezny Isabely a prapravnukem posledního císaře Pedra II. přes isabelina druhorozeného syna Luize.
Následnictví brazilského trůnu se řídilo stejným následnickým systémem jako v Portugalsku, od kterého se Brazílie oddělila. Následnickým systémem byla primogenitura (kognatická, muži mají přednost před ženami na stejném stupni tj. bratr před sestrou). Následníkem trůnu se mohl stát pouze člověk brazilské národnisti a z platného manželství, tím pádem cizinec nemohl získat korunu. Tím se také mělo zamezit spojení brazilské koruny s jiným státem (původně především Portugalskem).

## Současná linie následnictví
Linie následnictví brazilského trůnu:
- JV královna Marie I. (1734–1816)
  -  JV král Jan I. a IV. (1767–1826)
    -  JV císař Petr I. (1798–1834)
      -  JV císař Petr II. (1825–1891)
        - Jcv Isabela (1846–1921), pretendentka trůnu
          - Ludvík Orleánsko-Braganzský (1878–1920)
            - Petr Jindřich (1909–1981), pretendent trůnu a hlava vassouraské větve
              - Jckv Ludvík Gaston Orleánsko-Braganzský (1938-2022), pretendent trůnu a hlava vassouraské větve
              - Jckv Bertrand Orleánsko-Braganzský (*1941), pretendent trůnu a hlava vassouraské větve
              - (1) Jckv Antonín Orleánsko-Braganzský (*1950)
                - (2) Jckv Rafael Orleánsko-Braganzský (*1986)
                - Jckv Amélie Orleánsko-Braganzská (*1984)
                - (3) Jckv Marie Gabriela Orleánsko-Braganzská (*1989)

              - (4) Jckv Eleanora Orleánsko-Braganzská (*1944)
                - (5) Jv Jindřich Antonín z Ligne (*1989)
                - Jv Alix z Ligne (*1984)

          - Petr Orleánsko-Braganzský (1875–1940) (manželka Alžběta Dobřenská z Dobřenic)
            - Petr Gaston Orleánsko-Braganzský (1913–2007) (manželka Maria Esperanza Bourbonsko-Sicilská)
              - Petr Karel Orleánsko-Braganzský (*1945), hlava petropoliské větve
                - Petr Tiago Orleánsko-Braganzský (*1979)
                - Filip Orleánsko-Braganzský (*1982)

              - Alfonso Duarte of Orléans-Braganza (*1948)
              - Manuel Álvaro of Orléans-Braganza (*1949)
              - Francisco Humberto of Orléans-Braganza (*1956)
              - Maria da Gloria (*1946)
              - Cristina Maria of Orléans-Braganza (born 16 October 1950)

        - Jcv Leopoldina (1847–1871)
          - Jv August Leopold (1867–1922)
            - Jv Tereza Kristína (1902–1990)
              - (6) Carlos Tasso de Saxe-Coburg-Braganza, Baron di Bordogna e Valnigra (*1931)
                - (7) Afonso Carlos Tasso de Saxe-Coburg-Braganza (*1970)
                  - (8) Taddeo Augusto Tasso de Saxe-Coburg-Braganza (*2011)
                  - (9) Pia Maria Tasso de Saxe-Coburg-Braganza (*2004)

                - (10) José Carlos Tasso de Saxe-Coburg-Braganza (*1972)
                - (11) Antônio Carlos Tasso de Saxe-Coburg-Braganza (*1979)
                  - (12) Armando Tasso de Saxe-Coburg-Braganza (*2006)
                  - (13) Pedro Tasso de Saxe-Coburg-Braganza (*2008)
                  - (14) Leopoldina Tasso de Saxe-Coburg-Braganza (*2011)

                - (15) Teresa Cristina Tasso de Saxe-Coburg-Braganza (*1971)
                - (16) Maria Leopoldina Tasso de Saxe-Coburg-Braganza (*1974)
                - (17) Carolina Tasso de Saxe-Coburg-Braganza (*1975)
                - (18) Maria Aparecida Tasso de Saxe-Coburg-Braganza (*1985)

              - (19) Filipe Tasso de Saxe-Coburg-Braganza (*1939)
              - (20) Maria Cristina Tasso de Saxe-Coburg-Braganza (*1945)